# Fevzi Zemzem
Fevzi Zemzem (4. července 1941, İskenderun – 21. března 2022) byl turecký fotbalový útočník a reprezentant.

## Klubová kariéra
Celou svou kariéru odehrál v Turecku v klubu Göztepe SK.
V sezóně 1967/68 se stal s 19 vstřelenými brankami nejlepším střelcem turecké nejvyšší fotbalové ligy. Je členem klubu 100'LER KULÜBÜ sdružujícího fotbalisty se 100 a více nastřílenými brankami v turecké nejvyšší lize.

## Reprezentační kariéra
V A-týmu Turecka debutoval 24. 1. 1965 v kvalifikačním utkání proti týmu Portugalska (prohra 1:5).
Celkem odehrál v letech 1965–1969 v tureckém národním týmu 18 zápasů a vstřelil 6 gólů.